# Orgelbau Lenter
Orgelbau Lenter GmbH ist eine Orgelbauwerkstatt in Großsachsenheim in Baden-Württemberg. Gesellschafter und Geschäftsführer sind Markus Lenter und Andreas Lenter.

## Geschichte
1999 gründete der Orgelbauer Gerhard Lenter (1951–2023) zusammen mit seinem Sohn Markus Lenter einen eigenen Orgelbaubetrieb. Zuvor war Gerhard Lenter seit seiner Lehre bei der Fa. Walcker in Ludwigsburg tätig gewesen. Stimmung, Wartung und Intonation waren dabei sein Spezialgebiet. Markus Lenter absolvierte eine Lehre bei der Fa. Mühleisen.
Als Walcker 1999 Insolvenz anmelden musste, gründeten Gerhard und Markus Lenter das heutige Unternehmen, um den bestehenden Kundenstamm von Walcker weiter zu betreuen. Daher ist der Bezug zur Werkstätte Walcker bis heute ein Schwerpunkt der Arbeiten von Orgelbau Lenter.
Andreas Lenter begann nach seiner Lehre bei der Fa. Seifert in Kevelaer ab 2012 seine Tätigkeit im Familienbetrieb. Ausgehend nach einer zuvor abgeschlossenen Schreinerausbildung begann er in der Werkstatt. Der Weg ging dann zusammen mit seinem Vater weiter in Richtung Klang. Ab 2013 begleitete er Neubauten bis zur Intonation.
Nach dem Tod von Gerhard Lenter 2023 führen Markus und Andreas Lenter gemeinsam das Unternehmen. Dieses verfügt im Hause über eine größere Sammlung an wertvollen Instrumenten.

## Werkliste (Auswahl)
| Jahr | Ort                 | Gebäude                       | Bild | Manuale | Register | Bemerkungen |
| ---- | ------------------- | ----------------------------- | ---- | ------- | -------- | ----------- |
| 2005 | Gauting             | Christuskirche                |      | II/P    | 17       | → Orgel     |
| 2008 | Heidelsheim         | St. Maria                     |      | II/P    | 16       | → Orgel     |
| 2010 | Stuttgart-Neugereut | St. Augustinus                |      | II/P    | 15       | → Orgel     |
| 2010 | Maishofen           | Mariä Geburt                  |      | II/P    | 26       | → Orgel     |
| 2012 | Würzburg            | Hochschule für Musik, Überaum |      | III/P   | 10       | → Orgel     |
| 2013 | Langenau            | Martinskirche                 |      | III/P   | 38       | → Orgel     |
| 2017 | Fellbach            | Lutherkirche                  |      | III/P   | 31       | → Orgel     |
| 2017 | Bobingen            | Dreifaltigkeitskirche         |      | II/P    | 16       | → Orgel     |
| 2018 | Wien-Innere Stadt   | Lutherische Stadtkirche (AB)  |      | III/P   | 37       | → Orgel     |
| 2019 | Karlsruhe           | Kleine Kirche                 |      | II/P    | 20       | → Orgel     |
| 2022 | Balingen            | Heilig Geist                  |      | II/P    | 28       | → Orgel     |